# Православна церква Покрови Пресвятої Богородиці
Шаблон:Інфобокс церква
Православна церква Покрови Пресвятої Богородиці в Роялтон, Іллінойс є однією з єдиних російських православних церков, що залишилися в південному Іллінойсі. Церква була заснований східноєвропейськими іммігрантами, зокрема русинами, українці, поляки, латиші та росіяни, багато з яких працювали на місцевих вугільних шахтах   Трьома головними засновниками були Френк Дербак, Джон Август і Пол Ендрюс. Початок був закладений 14 жовтня 1914 року, в день свята Покрови Пресвятої Богородиці. Православна церква Іоасафа|Св. Йоасафа]] в Мадді. Кожен Парафіянську сім'ю попросили дати 25 доларів на початку будівництва і попросили дати ще 25 доларів, коли будівництво закінчиться. 
Церква була відкрита для парафіян наприкінці 1915 року.
27 жовтня 1914 року на сусідній шахті Royalton North No. 1 стався вибух, у результаті якого загинуло понад 100 шахтарів. Тринадцять шахтарів, які загинули під час катастрофи, були членами церкви. Біля церкви є меморіал, і багато шахтарів були поховані на кладовищі, присвяченому цій катастрофі. The гірничодобувна компанія пожертвувала землю на північ від Роялатона для поховання шахтарів і стала російським православним цвинтарем Святої Марії.  Щороку 27 жовтня відзначається панахида в пам’ять про тринадцять убитих парафіян.
У сусідньому селі Дауелл, Іллінойс також була російська православна церква Святих Петра і Павла, але з тих пір вона закрита. Меморіал закритій церкві Доуеля знаходиться в при Свято-Покровській церкві.

Меморіал колишньої Доуел Російської православної церкви святих Петра і Павла, розташований при Свято-Покровській православній церкві в Роялтоні

Серед інших сіл на півдні Іллінойсу з православними церквами були міста Бенлд, Бакнер і Гранд-Тауер. 

## Стиль
Церква являє собою купольну церкву у візантійському стилі з біло-золотим інтер’єром.Церква містить традиційну православну іконографію, деякі написану рукою іконописця Олександра Соколова, а також грот з мозаїкою Богородиці.
Поряд з костелом розташована церковна зала та настоятель.